# Paradoxornis del pare David
El paradoxornis del pare David o paradoxorni de David (Neosuthora davidiana) és una espècie d'ocell passeriforme de la família dels paradoxornítids (Paradoxornithidae), tot i que sovint encara se'l troba classificat amb els sílvids (Sylviidae). Viu al sud-est de l'Àsia. El seu nom commemora al sacerdot i naturalista francès Armand David. Actualment se considera l'única espècie del gènere Neosuthora, encara que anteriorment se classificava en el gènere Paradoxornis.
El paradoxorni de David fa al voltant de 10 cm de llarg. El plomatge de les seves parts superiors i flancs és marró grisenc, i blanquinós el de les inferiors. El seu cap és de color castany vermellós, excepte de la gola que és negra. El seu bec blanquinós groguenc és curt, robust de manera similar a la dels lloros. La seva cua és més curta que la de la resta de paradoxornis. Té els ulls de color marró fosc.
Es troba en els boscos de sud de la Xina i el nord d'Indoxina, distribuït per Laos, l'est de Myanmar i el nord de Tailàndia i el Vietnam. El seu estat de conservació es considera de risc mínim.